# Homar
Familia nefropide (Nephropidae) sau homarii (denumiți uneori, în mod învechit și regional, stacoji)  sunt crustacee decapode marine comestibile de talie mare sau foarte mare, asemănătoare cu creveții, care trăiesc pe fundul oceanului, caracterizate prin prima pereche de pereiopode prevăzute cu clești masivi, inegali, cel din dreapta fiind mai mare. Sunt necrofagi, dar se hrănesc și cu pești vii, moluște mici, nevertebrate și vegetație marină. Folosindu-și cleștii mari, pot sfărâma moluștele deschise și se hrănesc cu ele în timpul nopții. Sângele homarului are culoarea albastru deschis.
Homarul comun (Homarus gammarus), o specie de până la 60 cm lungime, are suprafața superioară albastră și cea inferioară de culoare gălbuie și este întâlnit pe coastele atlantice ale Europei, în Marea Mediterană și în Marea Neagră (unde este rar și localizat în zona anatoliană). 
Homarul american (Homarus americanus) are o talie mai mare, fiind răspândit pe coastele atlantice ale Statelor Unite și Canadei, din Labrador până în Carolina de Nord, cântărește circa 0,5 kg și măsoară circa 25 cm în lungime, atunci când este pescuit în ape de mică adâncime; exemplarele de la adâncimi mari cântăresc în jur de 2,5 kg, iar unele pot ajunge la o greutate de 20 kg. 

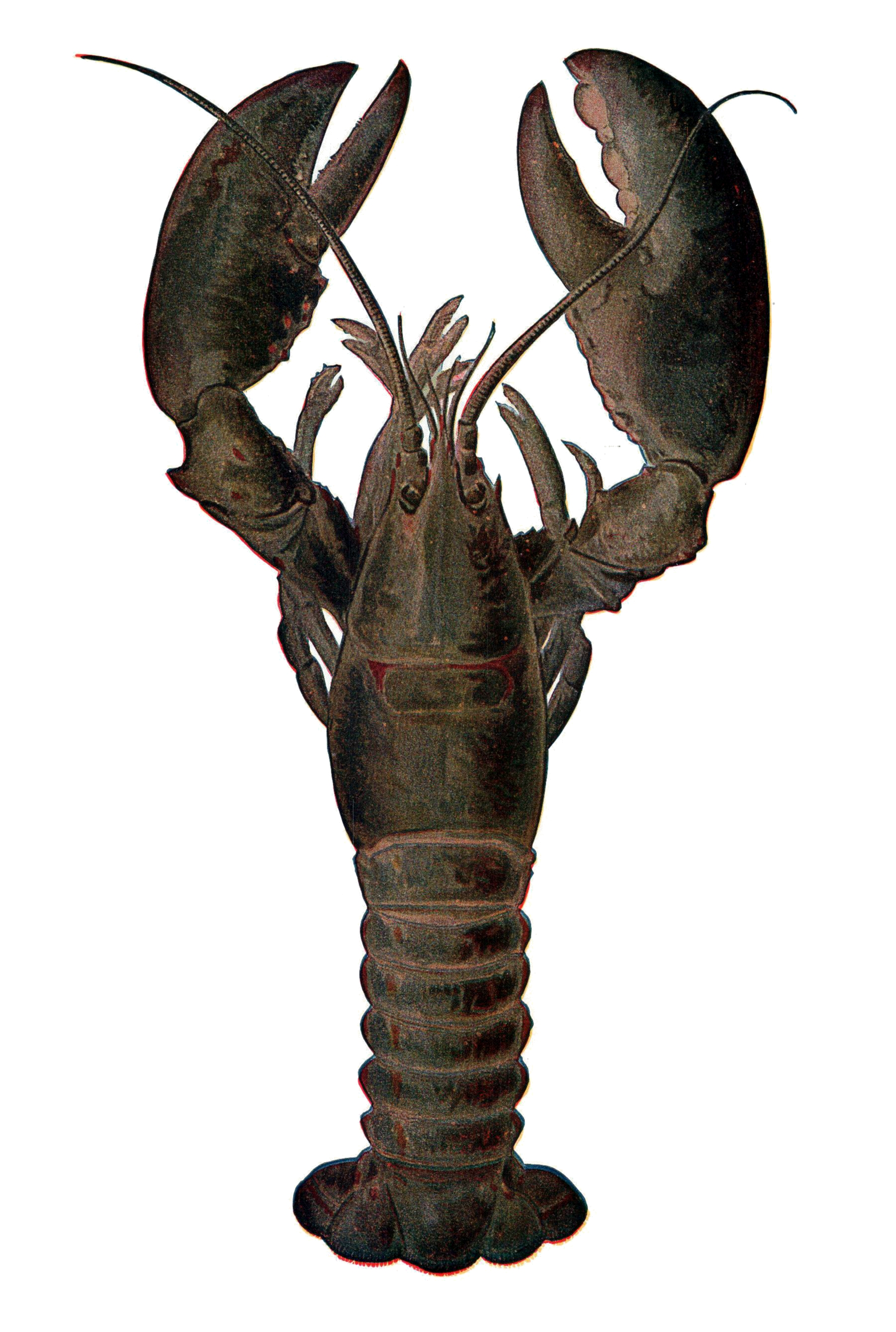
Homar american, Homarus americanus

Homarul american (Homarus americanus) și homarul norvegian (Nephrops norvegicus) sunt cei mai importanți homari din punct de vedere comercial, fiind foarte apreciați ca preparate culinare. Se fac crescătorii în așa-numitele "parcuri" de homari.

## Etimologie
Cuvântul „homar” din limba română provine din cuvântul francez homard. Cuvântul latin astacus, provine din cuvântul grec αστακός (astacos) respectiv μαλακόστρακο (malacostraco). Din cuvântul neogrec σταϰός (Cihac, II, 701), provine forma învechită și regională „stacoj” din limba română. Adjectival, din cuvântul stacoj derivă stacojiu.

## Specii
Urmele fosile de homari se întind înapoi în timp cel puțin până în perioada Valanginiană a Cretacicului.

## Legături externe
- Holthuis, Lipke (1991). Marine Lobsters of the World. Organizația pentru Alimentație și Agricultură. Arhivat din original la 13 septembrie 2007. Accesat în 27 iunie 2006.
- Atlantic Veterinary College Lobster Science Centre Arhivat în 6 decembrie 2010, la Wayback Machine.